# Карли Реј Џепсен
Карли Реј Џепсен (енгл. Carly Rae Jepsen) је канадска певачица, из Британске Колумбије, рођена 21. новембра 1985, у граду Мишон.